# Rayman: Fiesta Run
Rayman: Fiesta Run est un jeu vidéo de plates-formes développé par Ubisoft Casablanca et édité par Ubisoft en 2013 sur iPhone, iPad et Android. Il utilise le même moteur que Rayman Legends, le UbiArt Framework.

## Système de Jeu
Rayman: Fiesta Run est composé de 80 niveaux variés aux ambiances différentes.
Le jeu se base sur un principe de runner, c'est-à-dire que le personnage court automatiquement tout au long du niveau. Au fur et à mesure de la progression dans le jeu, de nouvelles capacités sont attribuées à Rayman, comme frapper ou utiliser son hélicoptère. Il existe de nouveaux éléments de jeu comme la possibilité de faire rétrécir Rayman.
Le personnage participe à des courses dynamiques fluides, composées d'éléments interactifs. L'objectif principal est de libérer tous les ptizètres afin de débloquer l'ensemble des niveaux. À chaque fois qu'un perfect est réalisé dans un niveau, Rayman obtient une couronne et un niveau envahi qui est le même mais avec une difficulté supérieure[pas clair].

## Éléments à débloquer
Il y a différents éléments à débloquer dans le jeu. Ces éléments peuvent être obtenus en dépensant des lums. Ils dont utilisables pour débloquer des images exclusives au jeu, et différents personnages jouables. Entre chaque niveau, les lums acquis peuvent s'échanger contre des bonus afin de faciliter le jeu ou d'aider à récupérer les 100 lums du niveau.

## Accueil
Le jeu est mieux accueilli que son prédécesseur car, en plus de réutiliser toutes les bases, propose une durée de vie supérieure et des graphismes améliorés.